# 야노메 신호장

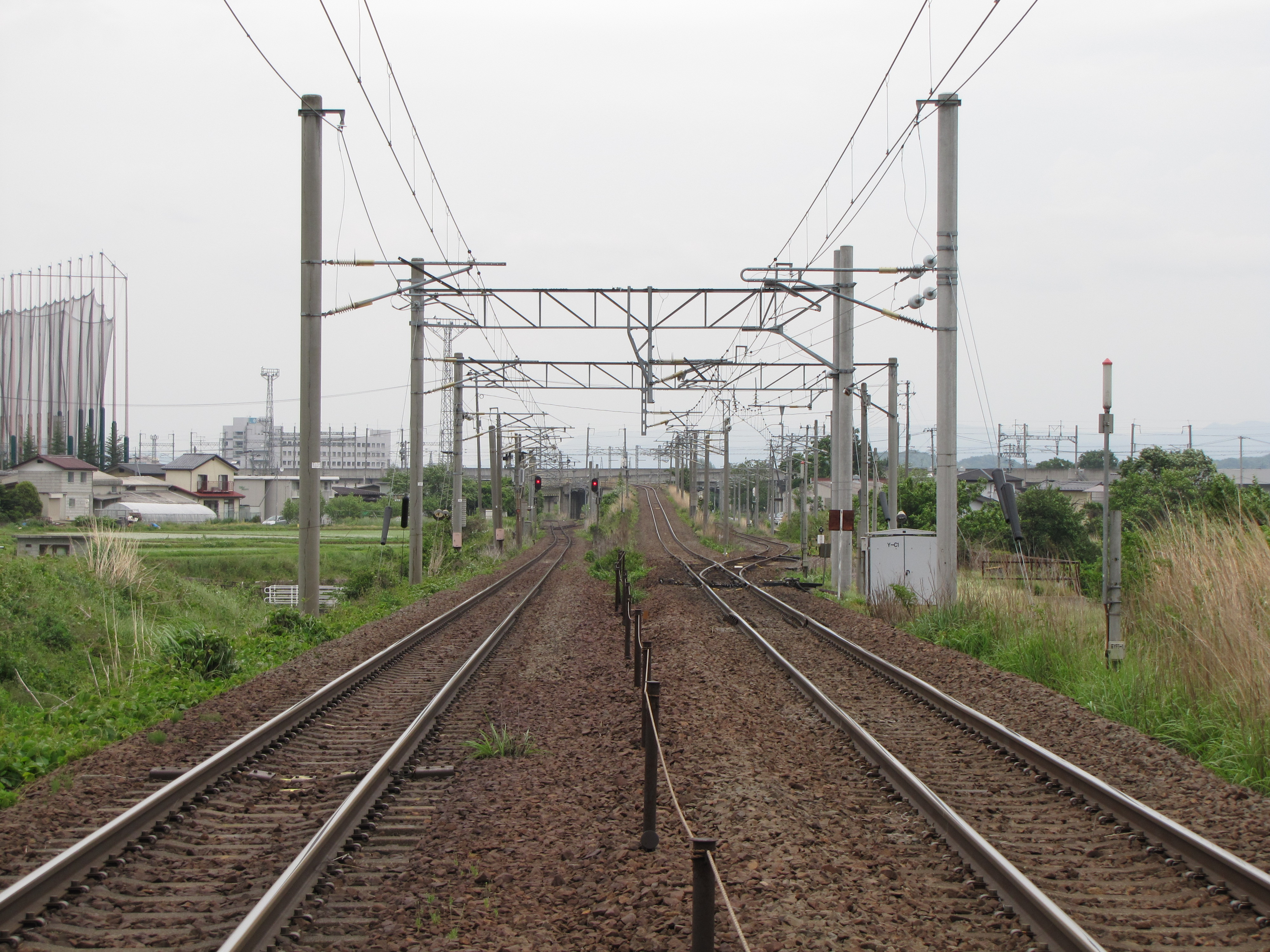

야노메 신호장(일본어: 矢野目信号場)은 일본 후쿠시마현 후쿠시마시에 있는 동일본 여객철도 도호쿠 본선 · 아부쿠마 급행 아부쿠마 급행선의 신호장이다. 도호쿠 본선으로서는, 히가시후쿠시마역 구내의 취급으로 되어 있다. 정식적인 신호장으로는 아니지만 운전상 중요한 설비가 없기 때문에, 다이어그램(열차 운행도표)나 운전사가 휴대하는 표로는 신호장과 같이 기재되어 있다. 도호쿠 본선과 아부쿠마 급행선의 선로상 분기점이다.

## 구조
후쿠시마역보다 히가시후쿠시마역 방향으로 약 4.6km에 있는 신호장. 히가시후쿠시마 역 방향부터 아부쿠마 급행선이 도호쿠 본선에 합류한다. 상하 노선이 각각 분기해서부터 아부쿠마 급행선 쪽이 단선으로 수속한다.

## 역사
- 1988년 7월 1일 : 아부쿠마 급행선 개업에 의한 열차의 분기에 대응하기 위해 설치.

## 인접 정차역
| 도호쿠 본선                   | 도호쿠 본선       | 도호쿠 본선                |
| ----------------------------- | ----------------- | -------------------------- |
| 후쿠시마 후쿠시마 방면        | ■ 도호쿠 본선     | 히가시후쿠시마 센다이 방면 |
| 아부쿠마 급행 아부쿠마 급행선 |                   |                            |
| 후쿠시마 후쿠시마 방면        | ■ 아부쿠마 급행선 | 오로시마치 쓰키노키 방면   |